# Jean-Baptiste Louvet de Couvray

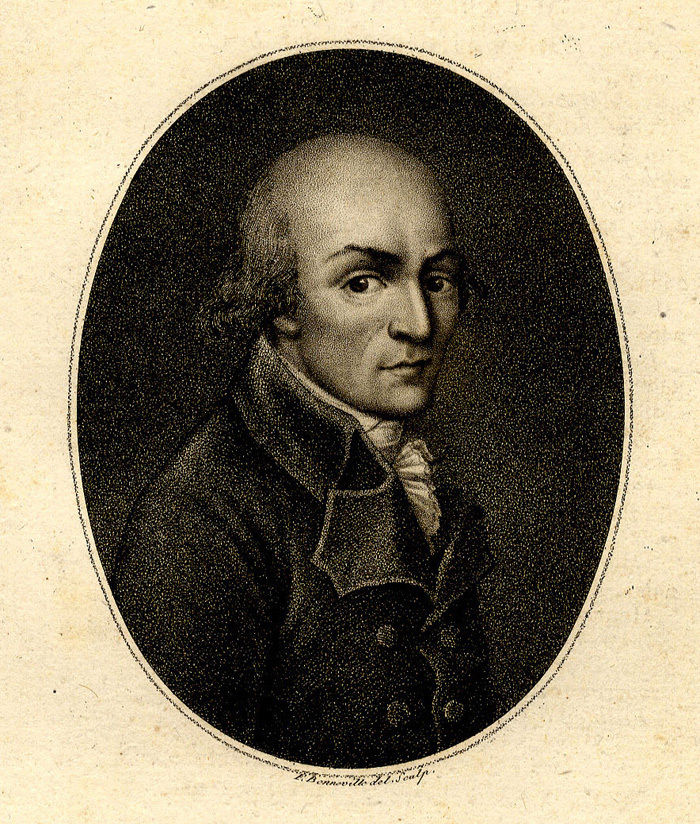
Jean-Baptiste Louvet de Couvray
Grafik von François Bonneville

Jean-Baptiste Louvet, genannt Louvet de Couvray, (* 12. Juni 1760 in Paris; † 25. August 1797 in Paris) war ein Politiker während der Französischen Revolution.

## Leben
Jean-Baptiste Louvet wurde als Sohn eines Schreibwarenhändlers geboren. Er wurde Schriftsteller und erlangte durch seine Romane „Leben und Abenteuer des Chevalier Faublas“ (1787–1789) und „Emilie de Varmont“ (1791) in Frankreich Berühmtheit.
Louvet trat dem Jakobinerklub bei und gehörte dessen Korrespondenzausschuss an. Ab Mai 1792 gab er die Zeitung „La Sentelle“ heraus, mit der er sowohl die Royalisten als auch die Bergpartei bekämpfte. Louvet gewann Einfluss auf die öffentliche Meinung und stärkte die Position der Girondisten. Im September 1792 wählte ihn das Département Loire in den Nationalkonvent. Louvet zählte zu den Wortführern der Girondisten und fühlte sich Roland und dessen Frau Manon sehr verbunden.
Am 29. Oktober 1792 benannte Louvet Danton als Schuldigen für die „Septembermorde“. Außerdem bezichtigte er Robespierre des Strebens nach der Diktatur und des maßlosen Ehrgeizes. Aufgrund dieser Vorwürfe wurde Louvet im Herbst 1792 aus dem Jakobinerklub ausgeschlossen. Nach der Entmachtung der Girondisten (31. Mai bis 2. Juni 1793) floh Louvet in die Schweiz.
Anfang 1795 kehrte Louvet nach Paris zurück. Er wurde erneut in den Nationalkonvent aufgenommen und gestaltete als Mitglied der Elfer-Kommission den Text der Verfassung des Jahres III (Direktorialverfassung von 1795) mit. Außerdem verlegte er wieder seine Zeitung „La Sentelle“, in der er leidenschaftlich für die Einheit der Republik stritt und heftige Kampagnen gegen die Royalisten führte. Von Oktober 1795 bis Mai 1797 war Louvet Mitglied des Rates der Fünfhundert. Er näherte sich den „Linken“ und forderte eine Einschränkung der royalistischen Presse.
Jean-Baptiste Louvet verstarb wenige Wochen nach seinem Ausscheiden aus dem Rat der Fünfhundert am 25. August 1797 in Paris an den Folgen einer Tuberkulose-Erkrankung.

## Werke
- Une année de la vie du Chevalier de Faublas, Londres et Paris, 1786, 4 vol. in-16
- Une année de la vie du chevalier de Faublas. Précédé d’une épître dédicatoire, Londres, et Paris, l’auteur, 1787, 5 tomes en 2 vol. in-12, 2e édition, Tome premier; Tome deuxieme; Tome troisieme;  Tome quatrieme; Tome cinquieme, Londres et Paris, Bailly ;  l’auteur, 1790, 5 vol. in-12
- Six semaines de la vie du chevalier de Faublas, pour servir de suite à sa première année. Premiere partie; Seconde partie, Londres et Paris, Bailly, 1788, 2 vol. in-12, (2e édition, 1791, 2 vol. in-12)
- Paris justifié contre M. Mounier, par M. Louvet de Couvrai, Paris, Bailly, 1789, in-8°, 54 pages
- La Fin des amours du chevalier de Faublas. Tome premier; Seconde partie; Troisieme partie; Quatrieme partie; [ Tome cinquieme]; Sixieme partie, Londres et Paris, Bailly, 1790, 6 vol. in-12
- Vie et amours du chevalier de Faublas, seconde édition, revue, corrigée et augmentée, Londres et Paris, chez Bailly, 1790, 13 vol. in-18
- Pétition individuelle des citoyens de la section des Lombards, prononcée à la barre de l’Assemblée nationale, le 25 décembre 1791, par M. Jean-Baptiste Louvet ; suivie de la réponse de M. le Président : imprimé par ordre de l’Assemblée nationale, Paris, Imprimerie nationale, 1791, in-8°, 8 pages
- Les Amours et les galanteries du chevalier de Faublas. Par M. Louvet de Couvray, Paris, chez l’auteur, 1791, 5 vol. in-18
- Vie et fin des amours du chevalier de Faublas. Tome premier; Deuxième partie; Quatrième partie; Cinquième partie, par M. Louvet de Couvray. Nouvelle édition corrigée et augmentée, Paris, 1793, in-12
- Émilie de Varmont ou Le divorce nécessaire et les amours du curé Sevin. Tome premier; Tome second; Tome troisieme, Paris, Bailly, 1791, 3 vol. in-12 (rééd. Londres, 1794, 3 vol. in-12) ; rééd., Geneviève Goubier et Pierre Hartmann éd., Presses universitaires de Provence, 2001, 196 p. ISBN 978-2853994774
- La Vérité sur la faction d’Orléans et la conspiration du 10 mars 1793, Paris, Veuve A.-J. Gorsas, an III, in-8 °, 55 pages
- Appel des victimes du 31 mai, aux Parisiens du 9 thermidor, Paris, Louvet, an III, in-8°, 16 pages
- Quelques notices pour l’histoire et le récit de mes périls depuis le 31 mai 1793. Jean-Baptiste Louvet, l’un des Représentans proscrits en 1793, Paris, Louvet, an III, in-8°, 190 pages (3e édition, an III, 3 vol. in-16)
- Les Amours du chevalier de Faublas, 3e édition revue par l’auteur, Paris, l’auteur, an VI, 4 vol. in-8°
- J.-B. Louvet, à ses collègues, Paris, Imprimerie de Marchant, 1796, in-8°, 8 pages
- Mémoires de J. B. Louvet. Tome premier; Tome second, Paris, a la Libraire Historique 1821
- Leben und Abenteuer des Chevalier Faublas. Reprint-Verlag, Paderborn 2011, ISBN 978-3-943185-26-3.
- Emilie de Varmont. 1791.